# Ebbe Weiss-Weingart
Ebbe Weiss-Weingart (* 20. Februar 1923 in Nürnberg als Ebbe Weiss; † 13. November 2019 in Salem) war eine deutsche Goldschmiedin und Schmuckdesignerin. Sie gilt als Wegbereiterin des Autorenschmucks.

## Biografie
Ebbe Weiss-Weingart wurde 1923 in Nürnberg als die jüngere von zwei Töchtern des Ehepaares Karl Erhard (1877–1950) und Anne Betty Weiss (1892–1970) geboren. Ihr Vater war Direktor bei dem Unternehmen I.G. Farben und ein leidenschaftlicher Kunstsammler. Nach einem im Jahr 1939 begonnenen Studium der Malerei an der Akademie der Bildenden Künste Nürnberg, wechselte sie später in die Metallklasse von Josef Friedrich Pöhlmann. 1943 fasste sie den Entschluss Goldschmiedin zu werden und begann eine Ausbildung an der Meisterschule für Goldschmiede in München, die sie 1945 abschloss. Die Meisterprüfung absolvierte sie 1948. Nach Kriegsende ließ sie sich am Bodensee nieder und richtete ihre eigene Werkstatt in Meersburg ein. 1950 lernte sie ihren späteren Ehemann, den Veterinär Dr. Hans Weingart kennen. Ab 1954 lebte sie in Salem und arbeitete dort bis 2015 in ihrer Werkstatt. Ihre erste bedeutende Auszeichnung auf internationaler Bühne erhielt sie 1951 auf der Triennale di Milano in Mailand.
In den 1960er Jahren, auf einem ersten Höhepunkt ihres Erfolges, wurde sie für ihre Arbeit durch mehrere Staatspreise ausgezeichnet, so in Hessen, Bayern und Baden-Württemberg. 1978 wurde ihr als dritter Frau nach Elisabeth Treskow (1938) und Lili Schultz (1956) der Goldene Ehrenring der Gesellschaft für Goldschmiedekunst verliehen.
Noch 2016 veranlasste sie, dass alle drei Jahre im Rahmen der Silbertriennale International in ihrem Namen ein Gold- und Silberpreis an herausragende Silberschmiede vergeben wird.
Ebbe Weiss-Weingart starb 2019 im Alter von 96 Jahren in Salem.

## Werk
Aus dem frühen Werk von Ebbe Weiss-Weingart haben sich nur wenige Stücke erhalten. Darunter befinden sich Zeichnungen, Gemälde und Schmuck, aber auch keramische und textile Arbeiten. Während des Zweiten Weltkriegs und in der unmittelbaren Nachkriegszeit waren Gold und Edelsteine Mangelware und somit für viele Goldschmiede unerschwinglich. Auch Weiss-Weingart verwendete oft unedle Materialien wie Messing und Holz für Entwürfe. Bei Auftragsvergabe konnten diese dann mit Gold und Schmucksteinen umgesetzt werden. Allerdings gestaltete sie auch Schmuckstücke mit farbigen Glasflüssen und Emaille, Techniken, die sie in der Werkstatt Josef Friedrich Pöhlmanns in Nürnberg während ihrer Ausbildung erlernt hatte.
Ab 1956 konzentrierte sie sich auf neuartige Methoden der Oberflächengestaltung, die sie in Broschen, Hals-, Ohr- und Armschmuck aus Gold umsetzte. Um die Haptik des Goldes genauer zu untersuchen, experimentierte sie mit bestehenden Techniken wie der Galvanoplastik oder erfand eigene. Als erste Goldschmiedin wandte sie die Flammspritztechnik, ein Verfahren für metallische Beschichtungen, das von der Industrie entwickelt wurde, auf die Schmuckherstellung an. Mithilfe hoher Temperaturen konnte sie durch einen Zerstäubungsprozess, Metalle auf verschiedene Trägermaterialien auftragen und so unkonventionelle und neuartige Schmuckstücke schaffen, die sich von der klassischen Vorstellung einer glatten, polierten Oberfläche unterschieden.
„Ich habe immer daran geglaubt, dass die Kraft, Dinge zum Leben zu erwecken und zum Klingen zu bringen, aus den Grenzgebieten kommt, die jenseits des Manipulierbaren und Steuerbaren liegen.“
Die durch kalkulierten Zufall erzeugten Strukturen und Formen finden ihre Parallelen in der informellen und optischen Kunst. Durch Farbkontraste, borkig-organische Formen und dem Lichtspiel aus Reflexion und Absorption ordnen sich Weiss-Weingarts Schmuckstücke, bei großer Individualität und Unverwechselbarkeit, in ihre Zeit, die an bildhauerische Werke, aber auch an zeitgenössische Fassadengestaltungen erinnern.
Die Künstlerin entwarf abstrakte Kompositionen und arbeitete gleichzeitig auch mit eigenwillig figürlichen Elementen, wie schon in den 1940er Jahren in ihren Arbeiten aus Cloisonné-Emaille. In den 1970er Jahren stieg die Zahl an collagierten Kompositionen mit Protomen, Händen, Köpfen, kleinen Vögeln oder Masken. Diese fanden Einsatz in ihren ironisch-skurrilen Bildprogrammen.
Neben der Schmuckgestaltung, die stets im Fokus stand, nahm Weiss-Weingart auch andere Gattungen in Angriff. In den 1950er Jahren schuf sie Reliefs aus Bronze, Fassadenschmuck und Türgriffe. In den 1960er Jahren experimentierte sie auch mit eigenem Acrylglas, aus dem sie Wandreliefs und große Raumteiler schuf.
Als Materialien der Zukunft verstanden, verwendete sie Kunststoffe ebenfalls für ihre Schmuckstücke. Diese Werkstoffe wurden von ihr selbst hergestellt, indem sie ihnen durch Beimischungen Struktur gab und mit den Oberflächen experimentierte. Bei einer Exkursion in die Werkstatt von Erwin Eisch, dem bedeutendsten Vertreter der Studioglasbewegung in Deutschland, entdeckte sie 1973 das Material Glas für sich, aus dem sie Vasenkörper und andere Objekte formte. Die Künstlerin suchte nach Materialien mit Ausdruck, oder solchen, denen sie Ausdruck verleihen konnte, deshalb schätzte sie auch Naturmaterialien mit ihren charakteristischen Eigenschaften, wie Straußeneier, Korallen, verkieseltes Holz, Keshi- und Biwaperlen, auch Steine, wie Marmor, Achat oder Jaspis. In Weiss-Weingarts Spätwerk werden Fundstücke unterschiedlichster Form und Herkunft zu einer großen Inspirationsquelle. Spielerisch integriert sie diese objets trouvés in ihre Assemblagen, ohne jedoch eindeutige Bezüge herzustellen. Einen größeren Werkkomplex in ihrem Werk bilden die Arbeiten aus geschnittener chinesischer Jade, die sie seit 1993 immer in Kombination mit ihren ornamentalen Goldprägungen zu erzählerischen Figurationen zusammenfügte. 1998 wurde diese Werkgruppe in einer signifikanten Werkschau im Grassimuseum in Leipzig ausgestellt.
Werke der Salemer Künstlerin befinden sich heute in den Sammlungen verschiedener deutscher Museen. Über 200 ihrer Arbeiten überließ die Künstlerin 2006 der Stadt Hanau für das Goldschmiedehaus als Beitrag für die dortige Sammlung. Seit 2014 besitzt das Goldschmiedehaus auch einige Werke aus der frühesten Schaffensphase. Größere und kleinere Konvolute ihrer Arbeiten befinden sich u. a. im Museum Angewandte Kunst in Frankfurt am Main, im Schmuckmuseum Pforzheim und im Badischen Landesmuseum in Karlsruhe. Monografische Ausstellungen zeigten das Schmuckmuseum Pforzheim und das Goldschmiedehaus Hanau, zuletzt 2022. Weiss-Weingart war außerdem an vielen Gruppenausstellungen im In- und Ausland beteiligt, u. a. 1961 an der 1st International Exhibition of Modern Jewellery in der Goldsmiths’ Hall in London. 1958 war sie auf der Weltausstellung in Brüssel vertreten.
Ebbe Weiss-Weingart zählt heute durch die Vielfalt ihrer Kreationen mit hohem individuellem Wert zu den Wegbereiterinnen des Autorenschmucks.

## Ehrungen und Auszeichnungen
- 1951: Silbermedaille der La Triennale di Milano in Mailand
- 1960: Staatspreis Gestaltung Kunst Handwerk des Landes Baden-Württemberg
- 1962: Staatspreis des Landes Bayern
- 1963: Hessischer Staatspreis für das Deutsche Kunsthandwerk
- 1967: Staatspreis Gestaltung Kunst Handwerk des Landes Baden-Württemberg
- 1978: Goldener Ehrenring der Gesellschaft für Goldschmiedekunst
- 1996: Hanns-Model-Gedächtnispreis

## Sammlungen
- Archäologisches Museum Frankfurt am Main
- Badisches Landesmuseum, Karlsruhe
- Deutsches Goldschmiedehaus, Hanau
- Germanisches Nationalmuseum, Nürnberg
- Goldsmiths‘ Hall, London
- Grassimuseum, Leipzig
- im Prediger, Schwäbisch Gmünd
- Kunstgewerbemuseum Berlin
- Landesmuseum Württemberg, Stuttgart
- Museum Angewandte Kunst, Frankfurt am Main
- Museum für Angewandte Kunst Köln
- Museum für Angewandte Kunst Wien
- Niedersächsisches Landesmuseum für Kunst und Kulturgeschichte, Oldenburg
- Schmuckmuseum Pforzheim
- Städtische Kunstsammlung Darmstadt
- Victoria and Albert Museum, London

## Veröffentlichungen
- Christianne Weber-Stöber, Sabine Runde, Peter Schmitt, Christoph Engel: Ebbe Weiss-Weingart 70 Jahre Schmuck. Arnoldsche, 2017, ISBN 978-3-89790-509-2.
- Christianne Weber-Stöber: Silbertriennale International: 18. weltweiter Wettbewerb. Verlag Arnoldsche, ISBN 978-3-89790-474-3.
- Magistrat der Stadt Hanau: Ebbe Weiss-Weingart 1947–1998. Sammlung Deutsches Goldschmiedehaus. 2006, ISBN 3-926011-45-9.
- Andrea Richter-Mahlo, Ingo Nentwig: Fisch frißt Plankton, Schmuck von Ebbe Weiss-Weingart. 1993–1998. Begleitbuch zur Ausstellung Fisch Frißt Plankton vom 5. Dezember 1998 bis 28. März 1999 im Grassimuseum Leipzig. Museum für Kunsthandwerk, 1998, ISBN 3-932900-07-3.
- Schmuckmuseum Pforzheim: Ebbe Weiss-Weingart, Schmuck und Objekte 1946–1993. Begleitbuch zur Ausstellung. Pforzheim 1993.
- Peter Schmitt: Ebbe Weiss-Weingart. Schmuck 1946–1983. Ausstellungskatalog. Badisches Landesmuseum Karlsruhe, Museum für Kunsthandwerk, Frankfurt am Main, 1983, ISBN 3-923132-01-8.
- Ebbe W - Schmuck und Plastik. Arbeiten 1946 – 1972. Ausstellungskatalog. Deutsches Goldschmiedehaus, Hanau 1973.
- Landesgewerbeamt Baden-Württemberg (Hrsg.): Ebbe Weiss - Weingart. Goldschmiede Salem. 24. Jahrgang, Heft 2/1962. Braun, Karlsruhe 1962.